# Pentax ME F
Pentax ME F — первый в мире малоформатный однообъективный зеркальный фотоаппарат с пассивной системой автофокуса на основе фазового оптического детектора, расположенного за объективом. Производился в Японии с 1981 до 1988 года в чёрном и чёрно-серебристом исполнении. В тот же период другие фирмы только начинали оснащать свои камеры датчиками-подсказками верного положения фокуса, Asahi Optical первым выпустил фотоаппарат, который мог автоматически фокусировать объектив SMC Pentax AF Zoom 35—70/2,8. Остальная сменная оптика фокусировалась вручную по матовому стеклу видоискателя или по светодиодной и звуковой индикации системы автофокуса.

## История создания
Эта камера была создана путём глубокой переработки своей предшественницы Pentax ME Super.

## Автофокусировочная система
Система автофокуса основана на сдвоенном ПЗС-датчике контраста, расположенном под вспомогательным зеркалом в корпусе камеры. Полупрозрачное зеркало пропускает 25% света на вспомогательное, расположенное под углом 90° к основному. От вспомогательного зеркала, убирающегося вместе с основным в момент съёмки, свет попадает через светоделительную пластину на два ряда ПЗС-линеек, сравнивающих контраст при разных положениях объектива. В единственном объективе, пригодном для автоматической фокусировки, располагается сервопривод, приводимый в движение микропроцессором на основе сигналов ПЗС-датчиков. Связь между приводом и датчиками была реализована за счёт пяти электрических контактов, появившихся на байонетном креплении (2 для фокусировки линзы, 1 для включения автофокусного режима и еще 2 не использовались (задел на будущее)). Последовательность размещения была следующей:
- включение автофокуса и экспонометра (включался при замыкании контакта на корпус);
- неиспользуемый;
- вращение кольца фокуса к «бесконечности»;
- вращение кольца фокуса от «бесконечности»;
- неиспользуемый.

Pentax ME F — единственная камера использующая байонет КF.

## Автофокусный объектив
Для работы с автофокусом была выпущена только одна модель объектива — SMC Pentax-AF 35-70/2,8 (на верхнем снимке). Объектив оказался достаточно крупным, и тяжёлым. В основном вес и размер объектива были следствием не столько встроенного в него электродвигателя, редуктора и трёх элементов питания AAA, сколько большим относительным отверстием. Комплекта батарей хватает всего на 3 часа непрерывной работы автофокуса.

## Совместимость

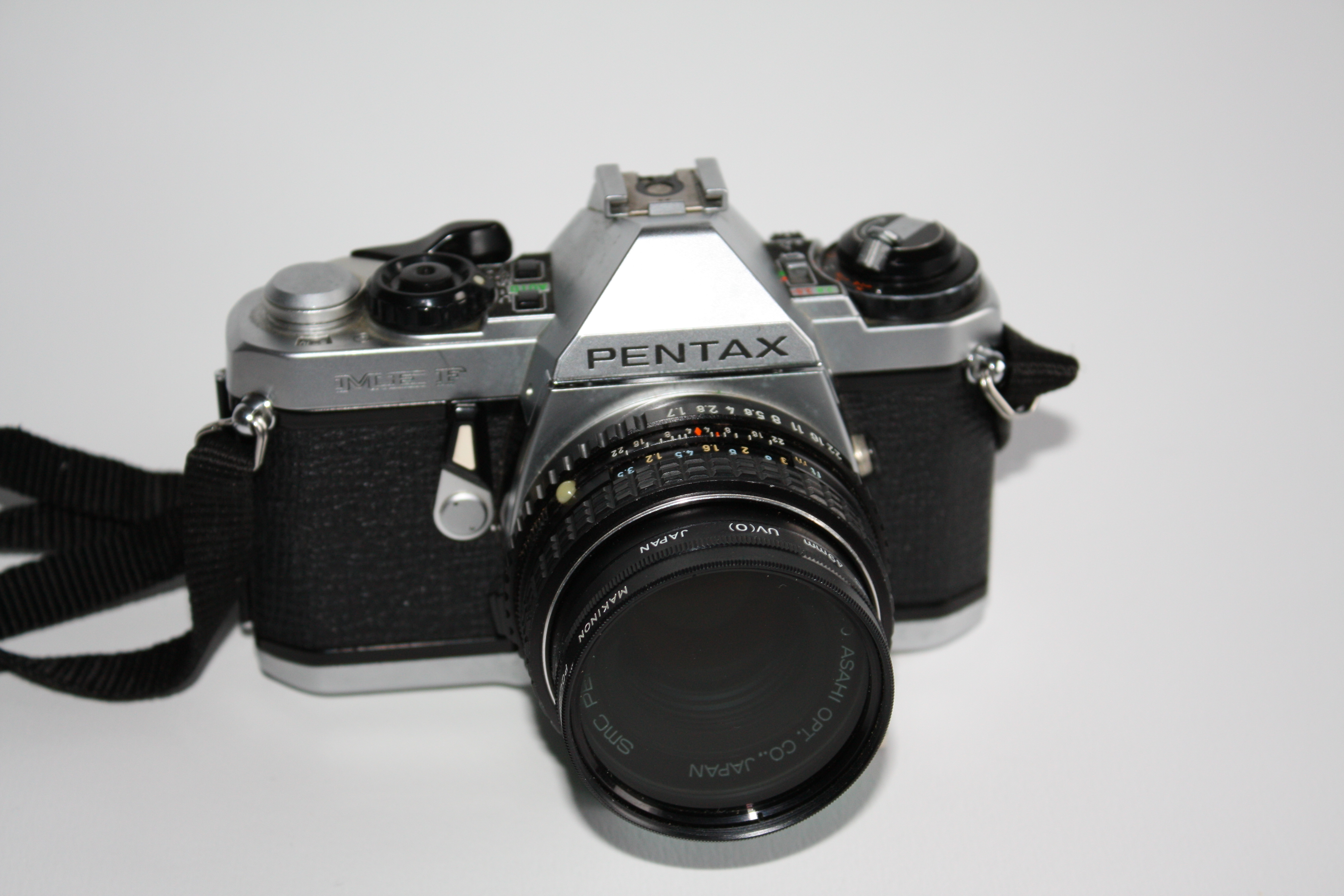
ME F с неавтофокусным объективом.

Pentax ME F может работать с любыми объективами Pentax с креплением типа K, за исключением серий FA-J и DA из-за отсутствия кольца установки диафрагмы на объективе. Кроме того, необходимо учесть несколько нюансов:
- существуют объективы рассчитанные для использования с APS-C-камерами. Такие объективы дадут сильнейшее виньетирование;
- автофокус будет работать только с объективом SMC Pentax-AF 35-70/2,8. Для прочих объективов (с относительным отверстием f/4 и выше) стабильно работает подтверждение фокусировки.

## Основные характеристики
- Режимы установки экспозиции: полуавтоматический и приоритет диафрагмы;
- Экспокоррекция ±2 EV с шагом — 1 EV;
- Блокировка экспозамера отсутствует;
- Ламельный затвор Seiko MFC-E2 с вертикальным ходом металлических шторок 4 — 1/2000 сек, В;
- Ручная протяжка плёнки с возможностью подключения моторной рукоятки;
- Механическая выдержка синхронизации — 1/125 с.;
- Задержка автоспуска 4-10 секунд;